# 长序虎皮楠
长序虎皮楠（学名：Daphniphyllum longeracemosum）为虎皮楠科虎皮楠属下的一个种。

## 扩展阅读
- 維基物種上的相關：长序虎皮楠